# Stora Kroktjärnen (Nås socken, Dalarna)
Stora Kroktjärnen är en sjö i Vansbro kommun i Dalarna och ingår i Dalälvens huvudavrinningsområde.